# Victor Pițurcă
Victor Pițurcă est un footballeur roumain né le 8 mai 1956 à Orodel, et un footballeur international roumain, désormais entraîneur.

## Biographie

### Carrière de joueur
Piţurcă a commencé sa carrière de joueur à 14 ans chez les jeunes de Universitatea Craiova en 1970. En 1974, il est prêté une saison au Dinamo Slatina qui évolue en deuxième division. En 1975, il intègre l'effectif professionnel de Craiova, il jouera son premier match officiel en première division le 19 novembre 1975 contre le Argeș Pitești (victoire 4-0 de Craiova). La saison suivante il participe à six matchs de première division seulement. Il sera prêté les deux saisons suivantes en deuxième division, d'abord dans le club de Pandurii Târgu Jiu et ensuite à Drobeta Turnu Severin.
À l'aube de la saison 1979-1980, il est transféré dans le club du Olt Scornicești où il sera l'attaquant titulaire. Il termine la saison avec 5 buts en 26 matchs.
Lors de la saison 1980-1981, il joue 25 matchs et inscrit 6 buts, plus qu'un buteur, c'est le fer de lance de son équipe et la 7e place au classement obtenu par ce petit club est dû en grande partie à l'apport Piţurcă.
La saison 1981-1982 sera historique pour son club, il inscrit 9 buts et joue 33 matchs, le club termine à la 4e place (le meilleur résultat de l'histoire du club), l'apport de Piţurcă est alors reconnu unanimement en Roumanie. Il décide de rester une saison supplémentaire, désireux d'emmener le club encore plus haut, mais il terminera la saison avec 8 buts en 34 matchs mais son équipe ne finira que 7e place classement.

### L'arrivée au Steaua Bucarest
C'est en 1983 qu'il atterrit au Steaua Bucarest où il va littéralement exploser et devenir une machine à marquer. 10 buts en 23 matchs pour sa première saison et une seconde place au classement pour le Steaua. La suite sera une domination sans partage de Piţurcă et du Steaua.
La saison 1984-1985 marque le début du règne du Steaua et de Piţurcă, il marque 19 buts en 32 matchs, remporte le titre de Champion et la Coupe de Roumanie.
En 1985-1986, il marque 29 buts en 34 matchs termine deuxième meilleur buteur derrière Gheorghe Hagi, 31 buts, qui joue alors au Sportul Studențesc. Piţurcă remporte le titre de champion une nouvelle fois avec le Steaua, mais aussi et surtout la Coupe des clubs champions européens en finale contre le FC Barcelone à Séville aux tirs au but. Une campagne européenne où il inscrira 5 buts et notamment le but qualificatif contre les Finlandais de Kuusysi en 1/4 de finale, ainsi qu'un doublé décisif contre RSC Anderlecht au match retour des 1/2 finales. Il sortira à la 107e minute de la finale contre le FC Barcelone, assistant depuis le banc de touche à la victoire de son équipe et les fameux 4 arrêts du gardien de but Helmuth Duckadam dans la séance de tirs au but.
Lors de la saison 1986-1987, la star roumaine Gheorghe Hagi rejoint les rangs du Steaua, l'association des deux ogres roumains va faire des ravages, dès la Supercoupe d'Europe, c'est Hagi qui donne le titre en marquant le seul but du match contre le Dynamo Kiev de Belanov et Blokhine. Eet même si Hagi ne participe qu'à 14 matchs de championnat en inscrivant 10 buts lors de cette saison, Pițurcă, lui, inscrira 22 buts en 31 matchs, premier artisan d'un nouveau doublé coupe-championnat pour le Steaua qui n'arrivera cependant pas à défendre son titre européen en se faisant éliminer par Anderlecht dès le deuxième tour.
La saison 1987-1988 est certainement la plus belle d'un point de vue individuel pour Pițurcă, meilleur buteur du championnat (et troisième meilleur buteur européen). avec 34 buts en 33 matchs (Hagi inscrira 25 buts en 31 matchs, soit 59 buts pour le duo), un nouveau doublé coupe-championnat dans l'escarcelle de Pițurcă tant la domination au niveau national du Steaua est sans partage, mais encore une fois, la déception viendra de la campagne européenne où Pițurcă n'inscrira qu'un but en 8 rencontres avant que le Steaua soit éliminé en 1/2 finale par les Portugais du Benfica Lisbonne.
La saison 1988-1989 sera la dernière de Pițurcă au Steaua, il marque 23 buts en 22 matchs, son association avec Hagi fonctionne toujours du tonnerre (31 buts pour Hagi en 30 matchs), un troisième doublé coupe-championnat consécutif (le quatrième en cinq saisons), mais Pițurcă restera muet en coupe d'Europe où le Steaua connaitra la plus grande désillusion de son histoire en perdant en finale contre le grand AC Milan (4-0) alors entrainé par Arrigo Sacchi et composé du trio néerlandais Ruud Gullit, Frank Rijkaard, Marco van Basten et des Italiens Paolo Maldini, Franco Baresi et Roberto Donadoni. Quelques jours plus tard, le 17 juin 1989, il jouera son dernier match sous les couleurs du Steaua Bucurest contre Flacăra Moreni, victoire (4-1) et Pițurcă marquera pour cette occasion, le dernier but de sa carrière en D1, totalisant 165 réalisations en 301 matchs (dont 137 buts avec le Steaua en 174 matchs).
En 1989, Pițurcă décide de quitter la Roumanie et de tenter l'expérience à l'étranger avant de prendre sa retraite. Il va alors en France au RC Lens en 2e division entraîné par Philippe Redon puis Marcel Husson, marquant seulement 4 buts en 28 rencontres, il décide alors à l'issue de la saison 1989-1990 de prendre sa retraite sportive à l'âge de 34 ans.

### Équipe nationale
Malgré son talent, Pițurcă ne portera que 13 fois le maillot de la sélection Roumaine entre 1985 et 1987, il inscrira 6 buts sous les couleurs de son pays. L'absence de la Roumanie pour la Coupe du monde 1986 le privera de cet évènement unique auquel il a toujours rêvé.

### Carrière d'entraîneur
Il débute tout d'abord en tant que coach assistant en 1991 au Steaua aux côtés d'Emerich Jenei. Le départ du coach pendant la trêve hivernale propulsera Pițurcă à la tête de l'équipe première du Steaua. Lors de cette deuxième partie de saison 1991-1992, il va avoir un bilan honorable de 10 victoires, 4 nuls et 3 défaites, 41 buts inscrits pour 18 encaissés (le même bilan du Emerich Jenei lors de la première moitié de saison, 10 victoires, 4 nuls et 3 défaites, 27 buts inscrits, 13 encaissés), mais le Steaua terminera deuxième du championnat derrière le rival historique, le Dinamo Bucarest. Il remportera néanmoins la Coupe de Roumanie en finale contre Poli Timișoara aux tirs au but après un match nul 1-1 (3 t.a.b. à 2) et en éliminant Craiova en 1/2 finale, son club formateur. Sa période d'intérim terminé, il quitte son poste de coach du Steaua, laissant la place à Anghel Iordanescu, autre entraineur légendaire du Steaua.
C'est lors de la saison 1994-1995 que Pițurcă refait surface, il prend alors la tête de son club formateur, l'Universitatea Craiova avec lequel il terminera deuxième du championnat. Il échoue en 1/2 finale de la coupe face au Rapid Bucarest, finaliste de la compétition. La "signature" de Pițurcă est alors un jeu basé sur l'attaque, Craiova marquera 80 buts en championnat sous ses commandes, gagnant notamment un match sur le score de (10-3) contre le UTA Arad et atomisant le Rapid Bucarest à Bucurest sur le score de (5-3).
Il va alors se diriger vers l'équipe nationale, et c'est en 1996 qu'il va d'abord commander les espoirs roumains (moins de 21 ans) afin de préparer le Championnat d'Europe espoirs de 1998 qui se déroule en Roumanie. Lors de la phase de qualifications, Pițurcă va mener une campagne exceptionnelle à la tête des espoirs, 8 victoires en 8 matchs, 18 buts inscrits et seulement 4 encaissés. Il ne connaitra que 3 fois la défaite en 21 matchs avec les espoirs, remportant également 14 rencontres au total.
Mais la phase finale du championnat d'Europe espoirs sera un échec cuisant, défaite (2-1) dès le premier tour contre les Pays-Bas, futur 4e de la compétition, défaite (1-0) contre l'Allemagne et défaite (2-1) contre la Russie en matchs de classements, la Roumanie terminera 8e sur 8 de cette phase finale.
Il est nommé à la tête de la sélection nationale Roumaine en 1998 après la coupe du monde. Sa mission sera de qualifier la sélection pour l'Euro 2000. Encore une fois, Pițurcă va mener une brillante campagne de qualifications, terminant 1er du groupe devant le Portugal, la Slovaquie et la Hongrie, se payant même le luxe de battre le Portugal à l'extérieur (1-0) et d'écraser les Slovaques chez eux (5-1). 7 victoires 3 nuls et aucune défaite pour la Roumanie, mais Pițurcă n'ira pas à l'Euro 2000, laissant la place à Emerich Jenei.
Lors de l'hiver 2000, il prend la tête du Steaua Bucarest pour tenter de faire remonter le club alors 5e du championnat. Pour la saison 2000-2001, il va alors rebâtir de fond en comble le Steaua, bâtissant une équipe à sa nouvelle image, moins fougueuse mais diablement plus efficace. Il reprend le titre au Dinamo, terminant champion avec 9 points d'avance sur l'éternel rival Dinamo, mais il échoue en 1/4 de la Coupe contre le Petrolul Ploiești.
Il remporte la Supercoupe de Roumanie en 2001 en battant le Dinamo (2-1). Lors de ce match, il fera entrer pour les dernières secondes du match son fils, Alexandru Pițurcă, pour son premier match en tant que professionnel.
Il n'est pas conservé à la tête du club pour le début de la saison 2002-2003, il cède sa place à Cosmin Olăroiu, mais après un début de saison catastrophique (3 victoires 3 nuls et 2 défaites, 5e du classement), Olăroiu est licencié et Pițurcă revient à la tête du Steaua où il terminera 2e du championnat derrière le Rapid cette fois-ci et se fait éliminer en huitièmes de finale de la Coupe contre le Dinamo encore une fois, mais prendra sa revanche en championnat en gagnant (4-2) au stade Stefan Cel Mare du Dinamo.
Il est toujours en place pour la saison 2003-2004, où il terminera 2e du championnat pour la 3e fois à la tête du Steaua et pour la 4e fois de sa carrière en 7 saisons de Liga I. Il est éliminé en huitièmes de finale de la coupe une nouvelle fois par le Petrolul Ploiești. et sa campagne européenne en Coupe de l'UEFA se terminera au 2e tour après l'élimination de justesse contre le mythique club anglais de Liverpool (1-1 et 0-1). Il quitte son poste d'entraineur à l'issue de la saison à cause d'un différend avec Gigi Becali le propriétaire du Steaua.
Il rebondit alors en prenant les commandes de la Tricolorii pour la deuxième fois de sa carrière à la fin de l'année civile 2004 pour tenter de qualifier la Roumanie pour la Coupe du monde 2006. Il commence par une défaite (2-0) contre les Pays-Bas, gagne (2-1) contre la Macédoine avant de reperdre contre les Néerlandais (2-0). Il enchaine ensuite les victoires, (3-0) contre l'Arménie, (2-0) contre Andorre, (2-0) contre la Tchéquie et (1-0) contre la Finlande, malgré ce parcours quasi sans fautes (les Pays-Bas ayant totalement dominé le groupe), la Roumanie échoue à deux petits points de la Tchéquie, ce qui prive les Roumains du Mondial 2006 en Allemagne.
Pițurcă est reconduit à la tête de la sélection, l'objectif étant de se qualifier pour l'Euro 2008 en Suisse-Autriche. Dans un groupe où figure une nouvelle fois les des Pays-Bas, mais aussi la Bulgarie et la Biélorussie, Pițurcă, comme à son habitude en phase éliminatoires, va mener une campagne brillante. La Roumanie termine 1re du groupe devant les Pays-Bas, 9 victoires, 2 nuls et une seule défaite à la clé, meilleur attaque du groupe avec 26 buts inscrits en 12 matchs, un carton (6-1) en Albanie, deux victoires (3-1) contre la Biélorussie et surtout une victoire (1-0) à domicile contre les Pays-Bas après avoir arraché le nul (0-0) à l'extérieur. Le trio offensif Adrian Mutu, Ciprian Marica, Nicolae Dică est la base de l'équipe roumaine made in Pițurcă, 15 buts sur 26 pour les 3 hommes (6 pour Mutu, 5 pour Marica et 4 pour Dică).
Malheureusement, la phase finale de l'Euro 2008 sera moins heureuse pour Pițurcă et ses hommes, placé dans le « groupe de la mort » avec les Pays-Bas, l'Italie et la France, la Roumanie s'en sort avec les honneurs à la 3e place après des matchs nuls (0-0) contre la France et (1-1) contre l'Italie avant de céder (2-0) contre les Pays-Bas.
Le 16 octobre 2014, Pițurcă signe un contrat portant sur deux saisons avec l'équipe Al Ittihad en Arabie saoudite.

### Clubs
En tant que joueur :
- 1974-1975 : Dinamo Slatina  Roumanie
- 1975-1977 : Universitatea Craiova  Roumanie
- 1977-1978 : Pandurii Târgu-Jiu  Roumanie
- 1978-1979 : Drobeta-Turnu Severin  Roumanie
- 1979-1983 : Olt Scornicești  Roumanie
- 1983-1989 : Steaua Bucarest  Roumanie
- 1989-1990 : RC Lens  France

En tant qu'entraîneur :
- 1991-1992 : Steaua Bucarest (assistant)  Roumanie
- 1992 : Steaua Bucarest  Roumanie
- 1994-1995 : Universitatea Craiova  Roumanie
- juil. 1996-juil. 1998 :  Roumanie -21 ans
- juil. 1998-oct. 1999 :  Roumanie
- 2000-déc. 2001 : Steaua Bucarest  Roumanie
- 2002-2004 : Steaua Bucarest  Roumanie
- déc. 2004-avr. 2009 :  Roumanie
- juin 2010-aoû. 2010 : Steaua Bucarest  Roumanie
- 2010-jan. 2011 : Universitatea Craiova  Roumanie
- juin 2011-oct. 2014 :  Roumanie
- nov. 2014-2015 : Al Ittihad Djeddah  Arabie saoudite
- déc. 2015-2016 : Al Ittihad Djeddah  Arabie saoudite

En équipe nationale
- 12 sélections et 6 buts avec l'équipe de Roumanie entre 1985 et 1987

## Palmarès joueur

### En club
- Vainqueur de la Supercoupe d'Europe en 1986 avec le Steaua Bucarest
- Vainqueur de la Coupe d'Europe des Clubs Champions en 1986 avec le Steaua Bucarest
- Champion de Roumanie en 1985, en 1986, en 1987, en 1988 et en 1989 avec le Steaua Bucarest
- Vainqueur de la Coupe de Roumanie en 1977 avec l'Universitatea Craiova et en 1985, en 1987, en  1988 et en 1989 avec le Steaua Bucarest
- Finaliste de la Coupe Intercontinentale en 1986 avec le Steaua Bucarest
- Finaliste de la Coupe d'Europe des Clubs Champions en 1989 avec le Steaua Bucarest

### EnÉquipe de Roumanie
- 12 sélections et 6 buts entre 1985 et 1987

### Distinctions individuelles
- Meilleur buteur du Championnat de Roumanie en 1988 (34 buts)
- Soulier de bronze européen en 1988[2]

## Palmarès entraîneur
- Champion de Roumanie en 2001 avec le Steaua Bucarest
- Vainqueur de la Coupe de Roumanie en 1992 avec le Steaua Bucarest
- Vainqueur de la Supercoupe de Roumanie en 2001 avec le Steaua Bucarest
- Vice-champion de Roumanie en 1995 avec l'Universitatea Craiova et en 2003 et 2004 avec le Steaua Bucarest